# Ceuthophilus maculatus
Ceuthophilus maculatus is een rechtvleugelig insect uit de familie grottensprinkhanen (Rhaphidophoridae). De wetenschappelijke naam van deze soort is voor het eerst geldig gepubliceerd in 1835 door Harris.